# Freedom (album)
Freedom är Akons tredje soloalbum. Albumet skulle egentligen ha hetat Acquitted. Det släpptes den 2 december 2008.
Albumet debuterade på sjunde plats på Billboard 200 med 110 000 sålda exemplar första veckan. Den första singeln på albumet, "Right Now (Na Na Na)" nådde som bäst åttonde plats på Billboard Hot 100. Den andra singeln, "I'm So Paid", med Lil Wayne och Young Jeezy som gästartister, debuterade på 40:e plats på Billboard Hot 100, föll efter ett par veckor av listan men kom så småningom tillbaka på 31:a plats. "Beautiful" (med Colby O'Donis och Kardinal Offishall) kom på 19:e plats på Billboard Hot 100.

## Låtlista
1. "Right Now (Na Na Na)" - 4:01

Akon

2. "Beautiful" (feat. Colby O'Donis & Kardinal Offishall) - 5:13
3. "Keep You Much Longer" - 4:18
4. "Troublemaker" - 3:57
5. "We Don't Care" - 3:34
6. "I'm So Paid" (feat. Young Jeezy & Lil Wayne) - 3:26
7. "Holla Holla" (feat. T-Pain) - 3:00
8. "Against the Grain" (feat. Ray Lavender) - 3:46
9. "Be with You" - 3:49
10. "Sunny Day" (feat. Wyclef Jean) - 3:15
11. "Birthmark" - 3:59
12. "Over the Edge" - 4:20
13. "Freedom" - 4:12